# ヴァランタン・ド・ブーローニュ
ヴァランタン・ド・ブーローニュ（Valentin de Boulogne　または Jean de Boullongneまたは Moise Valentin、1591年1月3日 (洗礼日)- 1632年8月19日）はフランス生まれの画家である。

## 略歴
現在のフランス、セーヌ＝エ＝マルヌ県のCoulommiersで画家の一家に生まれた。姓のブローニュはフランス北部の海岸の町、ブローニュ＝シュル＝メールに因んでいるとされる。父親の工房で学び、パリなどで働いた後、1612年にローマに移った。
イタリアではフランスから訪れていた画家、シモン・ヴーエに学び、カラヴァッジオの作品やその信奉者のバルトロメオ・マンフレディの影響を受けた。「Bentvueghels」と称したローマで活動するオランダやフランドル出身の画家達のグループとも交流した。「Bentvueghels」では互いを仇名で呼び合ったので名前のValentin に因んで、"innamorato(女友達の意)" と呼ばれた。
17世紀初頭に多くの画家に影響を与えたカラヴァッジオのスタイルで描いた風俗画や宗教画を描き、後に教皇になる枢機卿ウルバヌス8世の甥のフランチェスコ・バルベリーニの支援を受け、師のヴーエや有名な画家、ニコラ・プッサンに並ぶような評価を得て、多くの仕事の依頼を受けた。
ローマで41歳で死去した。酒好きで酔っぱらってローマのトリトーネの噴水の冷たい水に入ったのが原因で亡くなったと伝えられている。
弟子にはニコラ・トゥルニエ(Nicolas Tournier:1590–1639)らがいる。

## 作品

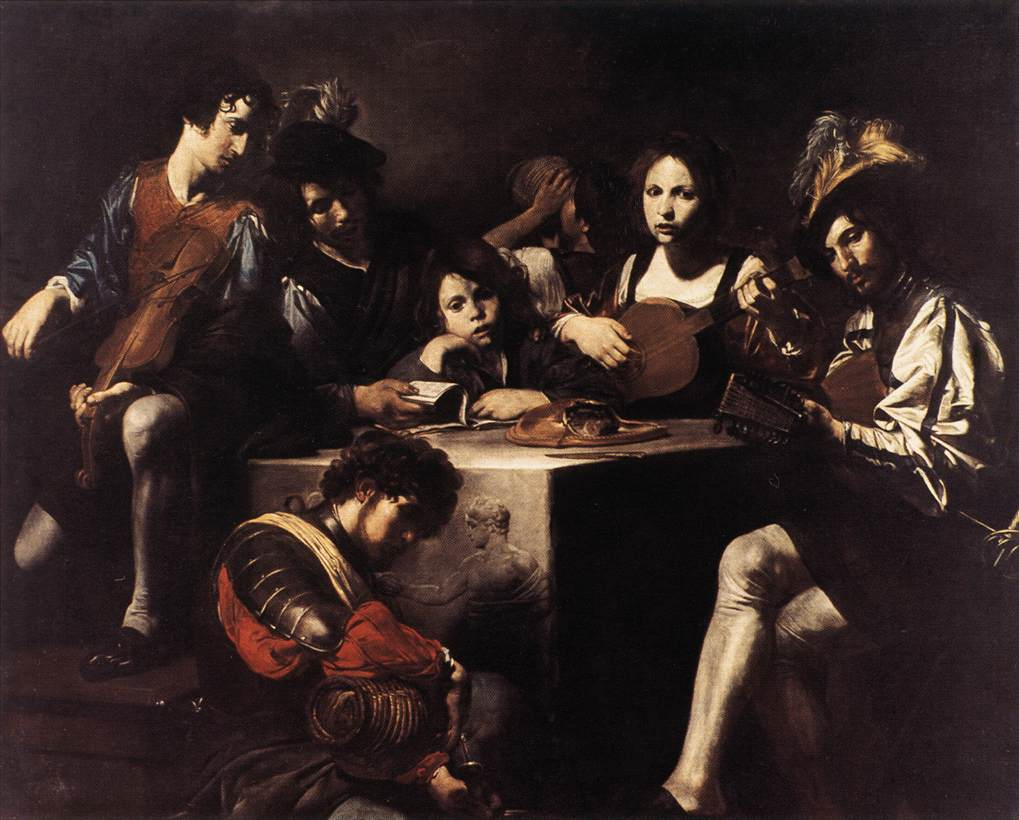
『古代浮彫のある合奏』
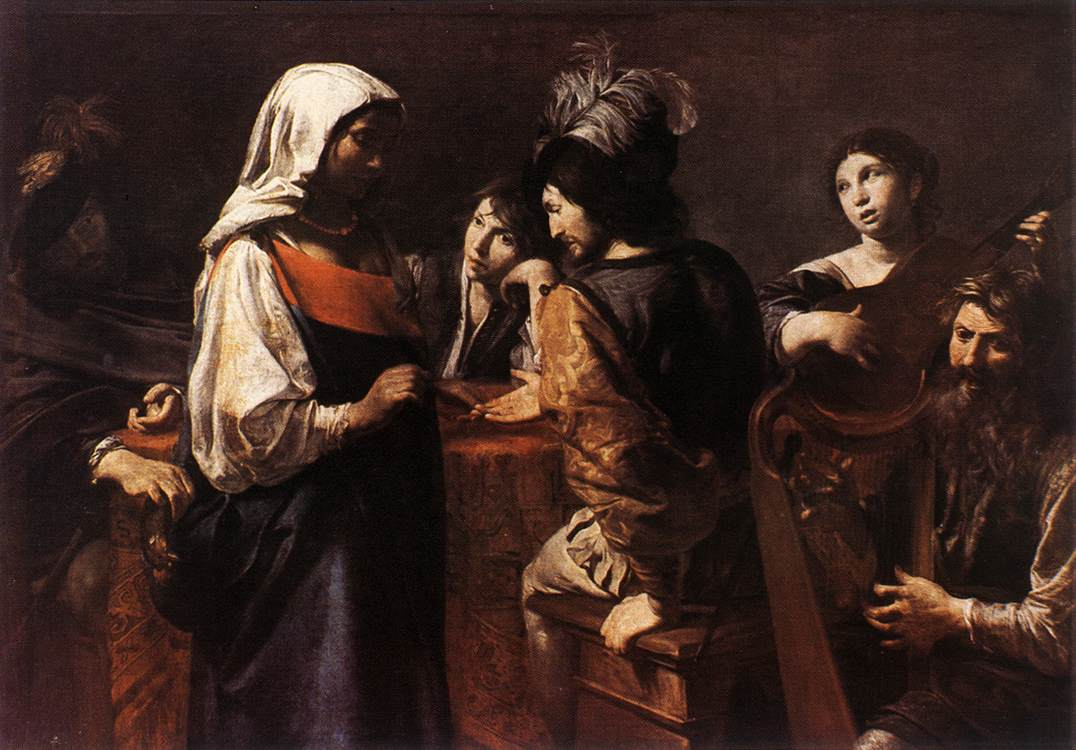
『女占い師』
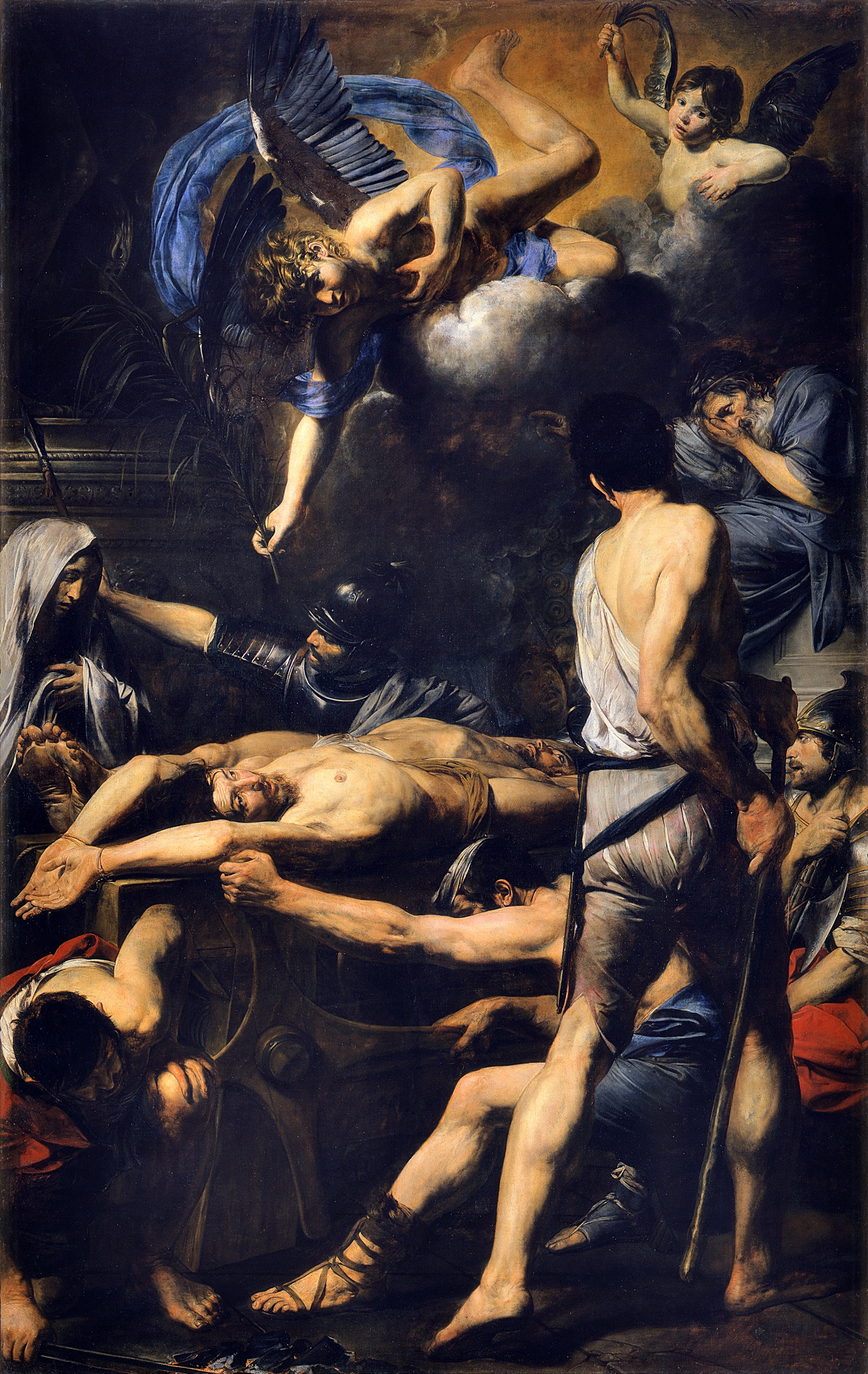
『MartinianとProcessusの殉教』
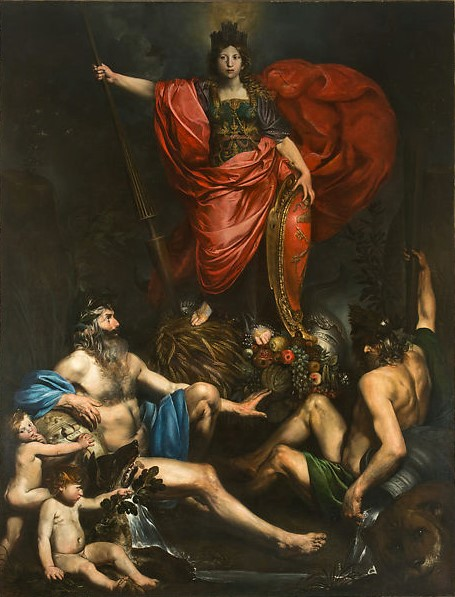
"Allegory of Italy
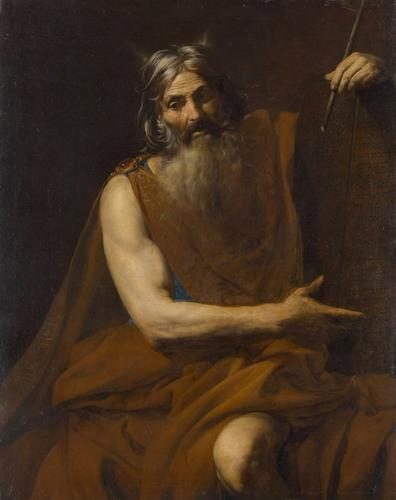
『モーセ』
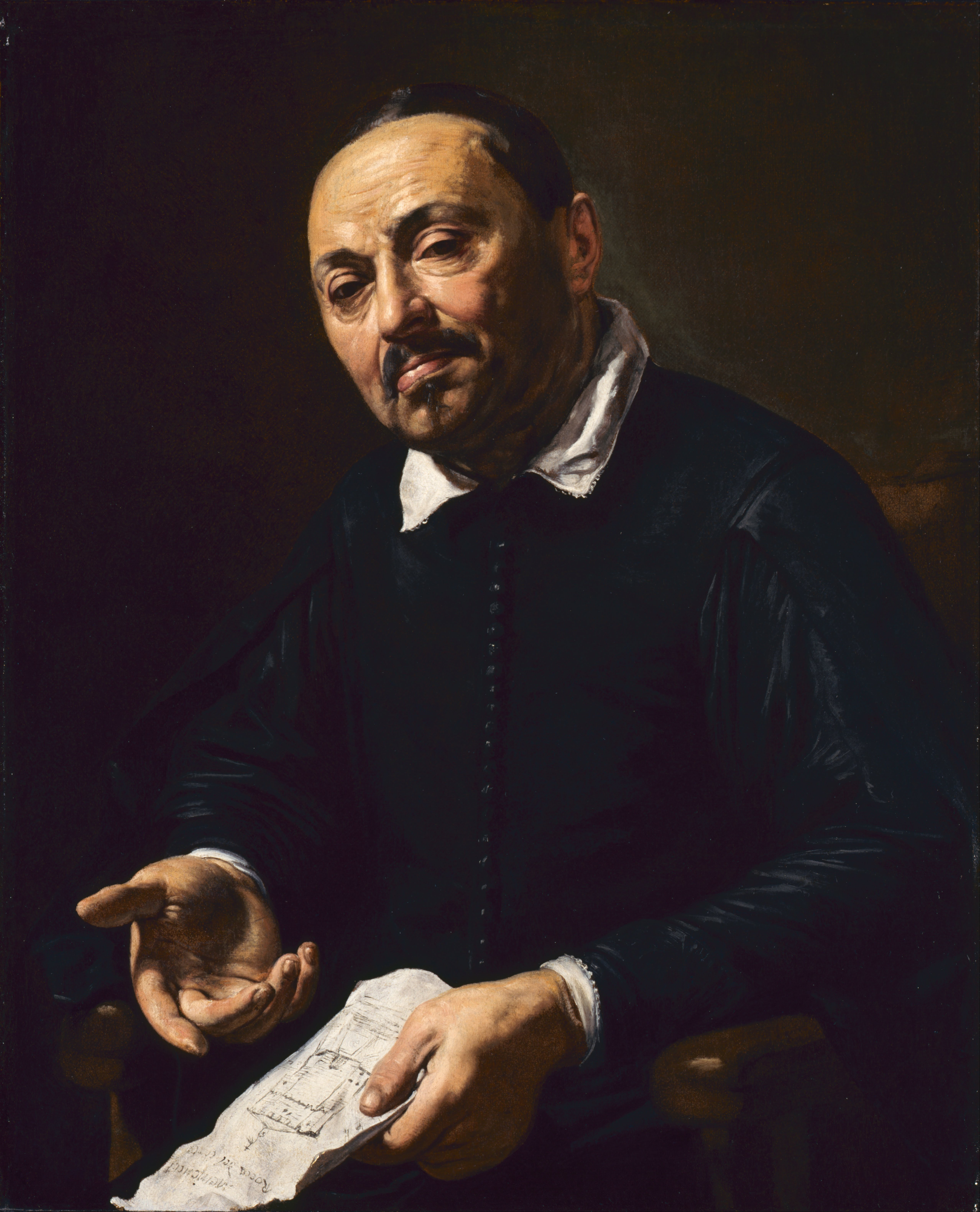
Rafaello Menicucci